# 夏茸尕布·昂旺洛桑丹贝坚赞
夏茸尕布·昂旺洛桑丹贝坚赞（藏語：ལ་མོ་ཞབས་དང་དཀར་པོ་ས་ཕེང་གསམ་པ་ངག་དབང་བོ་བཟང་བསན་པའླ་རལ་མཚན，1660年—1728年）藏族，今青海省贵德县人，第三世（不计追认）夏茸尕布活佛。

## 生平
藏历十一饶迥铁鸡年（清朝顺治十七年，1660年）生于贵德县森波拉山下的羊桑曲家。后由五世达赖认定为第二世夏茸尕布活佛的转世灵童，并师从丹希仓受戒出家。此后他曾先后师从嘉木样协巴、敏珠尔法王、拉茂扎巴尖措、赤钦旦贝扎巴、洛者仓等50余位高僧。清朝雍正三年（1725年），他应西宁办事大臣的邀请，按照蒙古之例，将所辖僧俗部众编为四个“达参”（佐领）。他成为青海左右两翼蒙古部众的共同上师。
他一生五次进西藏。十二岁时，随老师智干巴到拉萨，从五世达赖受沙弥戒，在哲蚌寺郭莽扎仓拜洛哲坚措为师。翌年因病返回家乡。二十岁时，再赴拉萨，又入哲蚌寺郭莽扎仓学习。清朝康熙十九年（1680年），与智干巴、阿嘉昂索华旦尖措、华锐确隆华觉桑布一起，从五世达赖受近圆戒。不久，和智干巴一起返回家乡。从西藏回来后，以戴青帛全为施主，征收贵南沙沟、茫拉川、化隆巴燕以西地区以及同德境内的巴曲流域以东地区的僧税。
清朝康熙二十一年（1682年），建成了拉茂德乾寺，并且将古日寺的显宗学院迁到这里。康熙帝为该寺赐名“格措林”（即“善汇寺”）。清朝康熙三十八年（1699年），再度赴拉萨，为六世达赖和五世班禅以及各大寺院赐金屑斋，布施。清朝康熙四十四年（1705年），奉召到北京受封，清朝朝廷颁发了“察罕诺门汗”诏书并封他为扎萨克喇嘛。清朝康熙五十三年（1714年），七世达赖来塔尔寺驻锡，他是七世达赖的受戒堪布和主要经师之一。同年，七世达赖封他为“阿齐图诺门汗”。清朝雍正年间，在罗卜藏丹津之乱后，清朝在青海蒙古设二十九旗，封他为察罕诺们汗旗一等台吉大喇嘛，由此他成为尖扎、泽库、贵南、化隆西部、贵德南部、同德西部、海北海晏等地的政教合一的统治者。
在五次进藏中，他从卫藏等地迎请观世音菩萨像，第巴吉雪巴供奉的主尊宗喀巴像（宗喀巴曾亲口说此像“酷似我”），供奉在布达拉宫内的度母像、弥勒像，红檀香木制作的和人等高的观世音菩萨像等佛像300多尊，供奉在拉茂德乾寺，被赞誉为“拉茂德乾寺的大宝库”。这些文物后在文革中被毁灭。
清朝雍正六年（1728年）四月初八日兆现示寂，享年69岁。遗体火花后，眼、心、舌仍如生时，并产生诸多舍利。灵塔的主要施主是巴图尔珲台吉，三尺高，用纯金铸造，供奉在拉茂德乾寺噶尔哇经堂中。1958年，灵塔和灵骨外壳在民主改革中被上交给政府。但其眼、心、舌及舍利被信众收藏，如今供奉在拉茂德乾寺。